# BBC News
Ne doit pas être confondu avec BBC News (chaîne de télévision).
Pour un article plus général, voir BBC.
BBC News est l'une des principales divisions de la BBC. Elle est le service responsable de la collecte, de la production, et de la diffusion d'informations au Royaume-Uni et dans le monde, pour les programmes des divisions radio, télévision et Internet de la BBC.

## Description

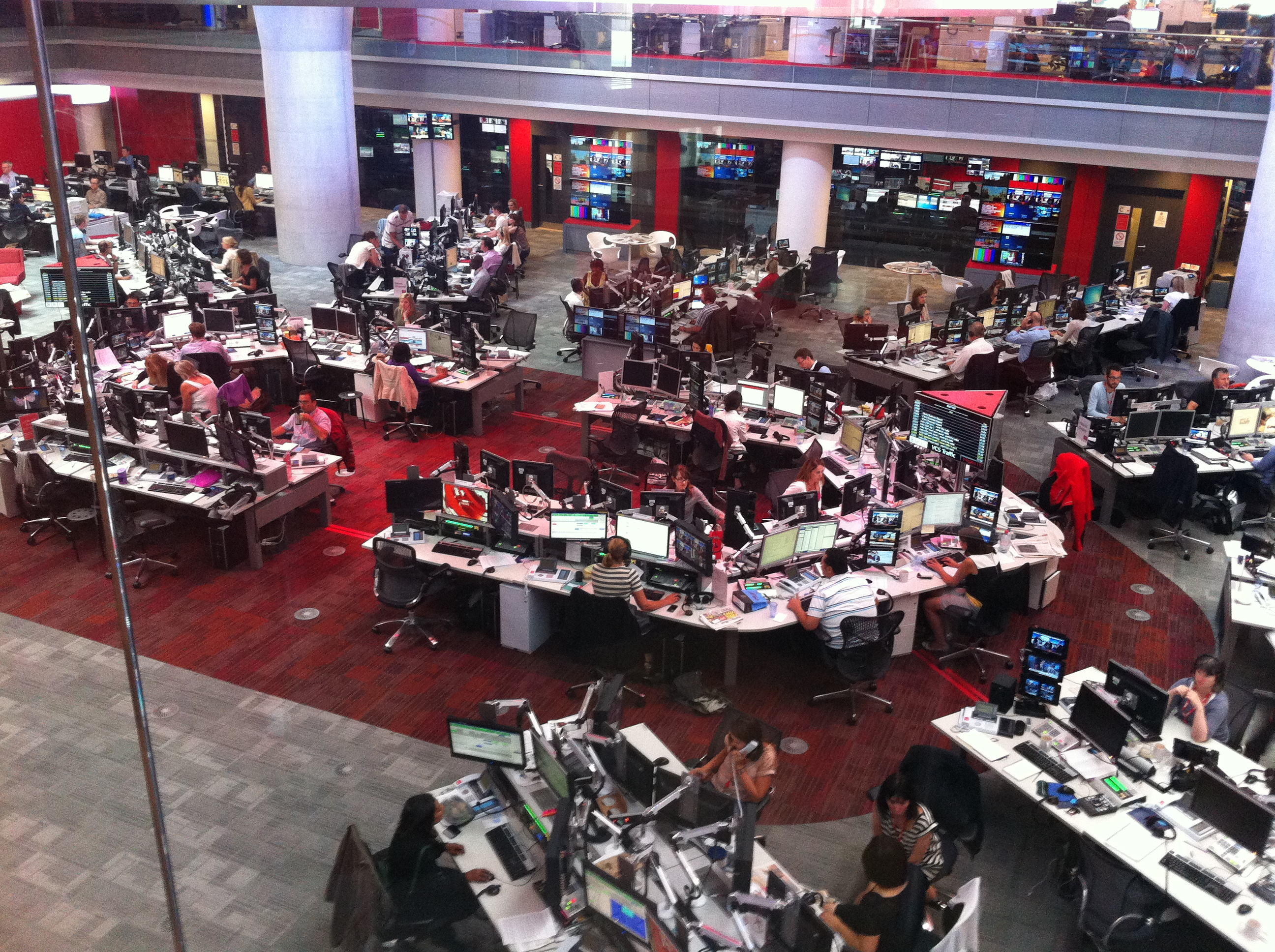
La salle de rédaction de BBC News à Londres.

Ce serait la plus grande entreprise de recueil de nouvelles au monde, générant environ 120 heures de production chaque jour, ainsi qu'une couverture de l'actualité en ligne.
Le service maintient 50 bureaux de presse étrangers avec plus de 5 500 journalistes et 250 correspondants dans le monde entier.

### Sources primaires (BBC)
1. ↑  (en) Helen Boaden, « This is BBC News », BBC News, 18 novembre 2004 (consulté le 9 janvier 2025).
2. ↑  (en) « BBC News at a glance », BBC News, 2020 (consulté le 9 janvier 2025).